# Arheološki krajolik prvih plantaža kave na Kubi
Arheološki krajolik prvih plantaža kave na jugoistoku Kube je naziv za materijalne ostatke prvih plantaža kave u podnožju gorja Sierra Maestra, na granici kubanskih pokrajina Santiago i Guantanamo. Ovaj krajolik iz 19. stoljeća je dokaz pionirskog oblika poljoprivrede na nepogodnom terenu, te svjedoči o gospodarskom, društvenom i tehnološkom razvoju Kariba i Latinske Amerike. Zbog toga je 2000. godine ovo područje upisano na UNESCO-ov popis mjesta svjetske baštine u Sjevernoj Americi.

## Povijest
Uzgoj kave su na otoku Santo Domingo najprije započeli Francuzi u 18. stoljeću. Nakon pobuna, koje su dovele do osamostaljenja Haitija 1804. godine, francuski veleposjednici su, zajedno sa svojom radnom snagom robova, prebjegli na susjedni otok Kubu koja je tada bila pod španjolskom vlašću. Španjolci su im "velikodušno" dali da nasele negostoljubiv i zabačen dio podnožja gorja Sierra Maestra na jugoistoku Kube, koji je ipak bio podoban za uzgoj kave. Oni su veoma brzo ustanovili plantaže kave (cafetales) na velikom području, primijenivši nove tehnike uzgoja koje su začeli na Haitiju. Njima su se u 19. stoljeću pridružili drugi uzgajivači kave iz drugih dijelova Francuskog carstva, ali i drugih zemalja (Katalonci, Englezi, Nijemci i Amerikanci iz SAD-a). Tijekom tog razdoblja došlo je do velikog miješanja s lokalnim kreolskim stanovništvom španjolskog podrijetla i nastala je šarena multietnička kultura.
Veleposjednici su dali izgraditi kompleksnu infrastrukturu cesta i vodoopskrbe kako bi unaprijedili proizvodnju u negostoljubivom krajoliku. Većina ovih cesta i mostova je preživjela do današnjih dana.
Koncem 19. stoljeća kava se počela uzgajati u drugim dijelovima Latinske Amerike (Brazil, Kolumbija, Kostarika i dr.) i zastarjele kubanske plantaže se nisu mogle nositi s ovim modernim plantažama. Naposljetku su zatvorene i danas ih u ovom području samo šačica proizvodi kavu na tradicionalan način.

## Odlike
U arheološkom krajoliku prvih plantaža kave na Kubi nalaze se ostaci 171 plantaže koji uključuju veleposjedničke vile, robovske odaje, te industrijske elemente poput terasa za sušenje i namakanje zrna kave (secadero), radionice za drvo i metal i poneka peć za glinu (poput one na plantaži San Luís de Jacas). Secaderosi su građeni na prirodnim terasama kako bi se minimalizirao fizički rad i lakše iskoristile cisterne i kanali.
Plantaže su bile povezane cestama i odijeljene metalnim ogradama, a za vodoopskrbu su sagrađeni kanali, akvedukti i velike kamene cisterne. Kako usjevima kave treba hlad, kava je sađena u sjeni velikih šuma, a ponekad su usjevi kave isprepleteni s voćnjacima koji su služili kao izvor hrane za valsnika i njegove robove.
Vlasničke vile, poput obnovljenih (La Isabelica, Ti Arriba i San Juan de Escocia), su bile raskošne građevine prilagođene tropskoj klimi uporabom drveta na kamenim temeljima i krovom pokrivenim šindrom. Često su bile ograđene jarkom u strahu od napada pobunjenih robova. Unutrašnje prostorije su bile ukrašene po tadašnjoj modi, te su često imale kamine (poput plantaže Jaguey) i osnovne sanitarne prostorije. Kuhinje su bile u odvojenim zgradama pored vile. Zgrade za robove su bile mnogo jadnije, sagrađene od drva ili šiblja s podovima od nabijene zemlje i krovovima od granja i lišća.

## Poveznice
- Kolumbijski kultivirani krajolici kave

## Vanjske poveznice
- galerija fotografija  Arhivirana inačica izvorne stranice od 2. srpnja 2012. (Wayback Machine) na službenim stranicama UNESCO-a (engl.)
- Rachel Carley. 2000. Cuba: 400 Years of Architectural Heritage. Watson-Guptill. str. 224. ISBN 0823011283 (engl.)